# Batizovce
Batizovce este o comună slovacă, aflată în districtul Poprad din regiunea Prešov. Localitatea se află la altitudinea de 751 m deasupra n.m., se întinde pe o suprafață de 14,35 km2 și în 2017 număra 2.385 de locuitori. Se învecinează cu comuna Mengusovce.

## Istoric
Localitatea Batizovce este atestată documentar din 1264.

## Demografie
| An:                | 1994 | 2004    | 2014 | 2024    |
| ------------------ | ---- | ------- | ---- | ------- |
| Număr de persoane: | 1846 | 2130    | 2343 | 2587    |
| Diferență:         |      | +15,38% | +10% | +10,41% |

| An:                | 2023 | 2024   |
| ------------------ | ---- | ------ |
| Număr de persoane: | 2568 | 2587   |
| Diferență:         |      | +0,73% |